# St. Marien (Biesenthal)
Die römisch-katholische Kirche Sankt Marien in Biesenthal wurde in den Jahren 1908/09 nach einem Entwurf von Paul Ueberholz im Stil des Neobarock errichtet. Sie bildet zusammen mit dem Pfarrhaus ein Baudenkmalsensemble. Das Gotteshaus ist nach Mariä Verkündigung benannt.

## Geschichte und Bauwerksbeschreibung
Die katholischen Christen in Biesenthal gehören zum Pfarrbezirk der Herz-Jesu-Gemeinde in Bernau bei Berlin. Dessen Pfarrer Carl Ulitzka hat zu Beginn des 20. Jahrhunderts die Pfarrstelle in Bernau angetreten und war auf der Suche nach weiteren Katholiken aus der Umgebung. In Biesenthal hatten die katholischen Einwohner ihren Gottesdienst im Gartenhäuschen eines evangelischen Christen in der Schulstraße 28 abgehalten. Die Gemeinde wuchs jedoch ziemlich rasch, sodass anstelle dieser Notkapelle der Bau eines Kirchengebäudes geplant wurde. Im Jahr 1902 hatte Ulitzka angekündigt: 

„Diese Kirche soll eine Marienkirche werden und den Namen der Verkündigung Mariens tragen.“

 Ein geeignetes Grundstück fand sich in der Bahnhofstraße, wo nach einigen Planungen und Vorbereitungsarbeiten mit der feierlichen Grundsteinlegung am 16. August 1908 der Bau begann. Bereits nach vierzehn Monaten konnte Erzpriester Paul Kirmß aus Spandau bei Berlin am 10. Oktober 1909 die Kirchweihe vornehmen.
Das Kirchengebäude erhielt seinen Standort fast im Zentrum eines rund 3400 Quadratmeter großen Grundstücks. In der nordwestlichen Ecke befindet sich das Pfarrhaus.
Zwischen 1990 und 2009 konnte die Kirchengemeinde das Gotteshaus in Etappen erneuern, darunter das Dach der Kirche und der Sakristei sowie Balustraden im Eingangsbereich und die Treppe der Sakristei. Der gesamte Innenraum erhielt in dieser Zeit seine Ausmalung in den Originalfarben weiß und gelb zurück.
Über einem achteckigen grob kreuzförmigen Grundriss ist das Kirchengebäude aufgebaut. Aufgrund seiner ausladenden Vorsprünge und kleinen Nischen bildet es einen kompakten Rundbau. Oberhalb der Vierung erhebt sich in ganzer Breite die Kuppel, mit einem kleinen inneren Umgang, dessen Balustrade mit Putten dekoriert ist. Das Äußere dieser Kuppel wird mit einer Welschen Haube und roten Dachziegeln abgeschlossen. Mittig darüber befindet sich der Kirchturm mit etwa vier Meter Außendurchmesser am Ansatz. Der schlanke Turm ist mit Zinkblech verkleidet. Eine Stundenglocke erhielt ihren Platz in einem nordwestlich an der Sakristei angefügten niedrigeren Turm. Ein nichttragender Bogen verbindet den Kirchenbau mit dem Pfarrhaus. Das Pfarrhaus ist mit einfachem grauem Putz versehen, das Kirchengebäude erhielt einen Schmuckputz in grau und beige.

## Ausstattung

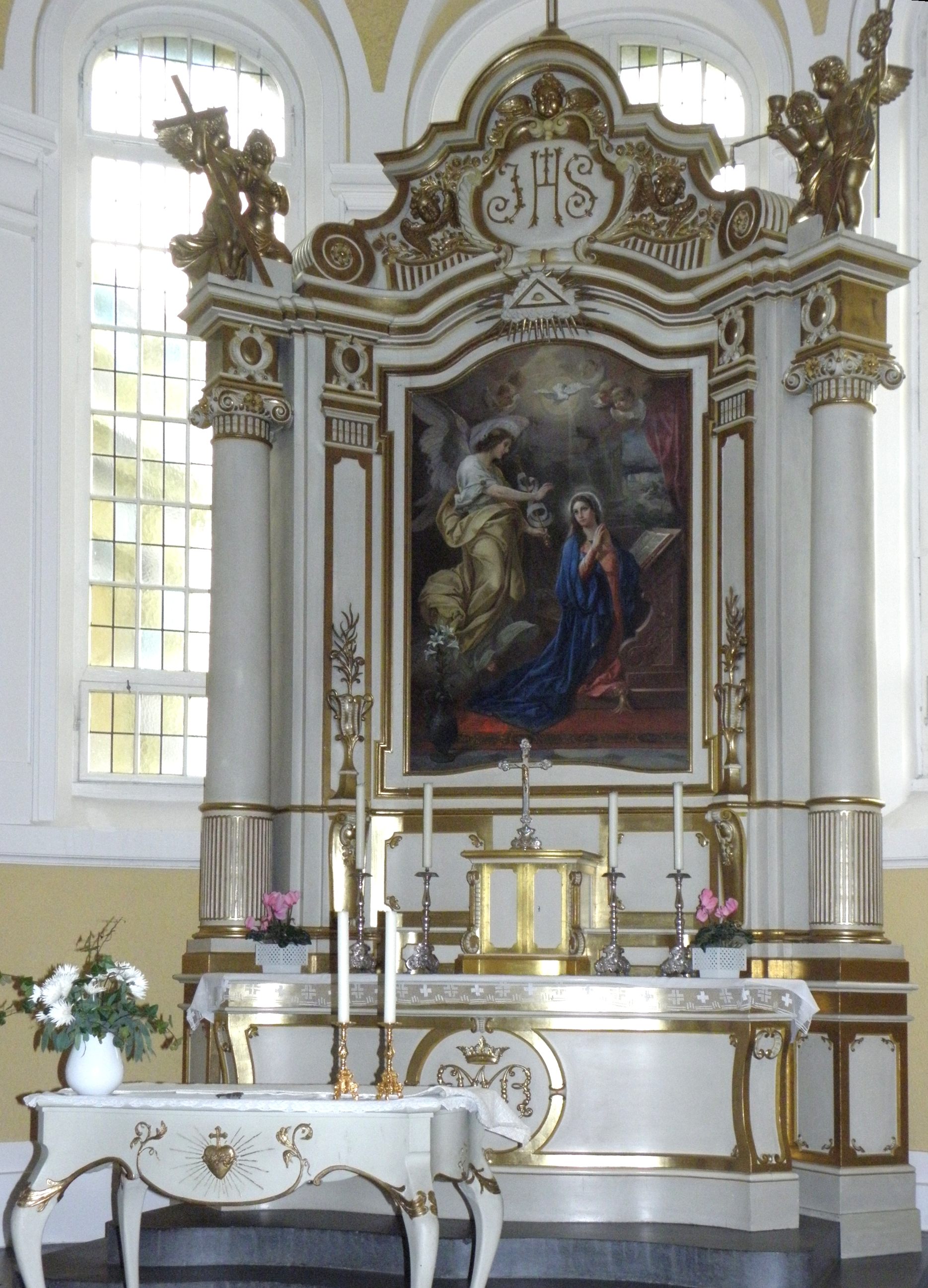
Blick in den Chorraum

Ein Hochaltar nimmt den größten Teil des Chorraumes ein. Das Altarbild, ein großes Ölgemälde mit der Darstellung der Verkündigung Mariens, ist von der Kommerzienrätin von Friedländer-Fuld aus dem Schloss Lanke gestiftet worden. Der davor aufgestellte Altartisch wurde von dem Bildhauer Friedrich Schötschel angefertigt. Von ihm stammen auch das Vortragekreuz und das Schmuckblatt am Haupt-Kirchenportal. In der Hallenkirche sind weitere barocke Heiligenstatuen zu sehen. Ein aus Sandstein gearbeitetes Taufbecken steht in einer Nische links neben der Altarapsis. Eine Kanzel vervollständigt die Ausstattung. Bemerkenswert ist die mit Fresken ausgemalte Kuppel, die sich über die gesamte Kirchenbreite erstreckt.
Orgel

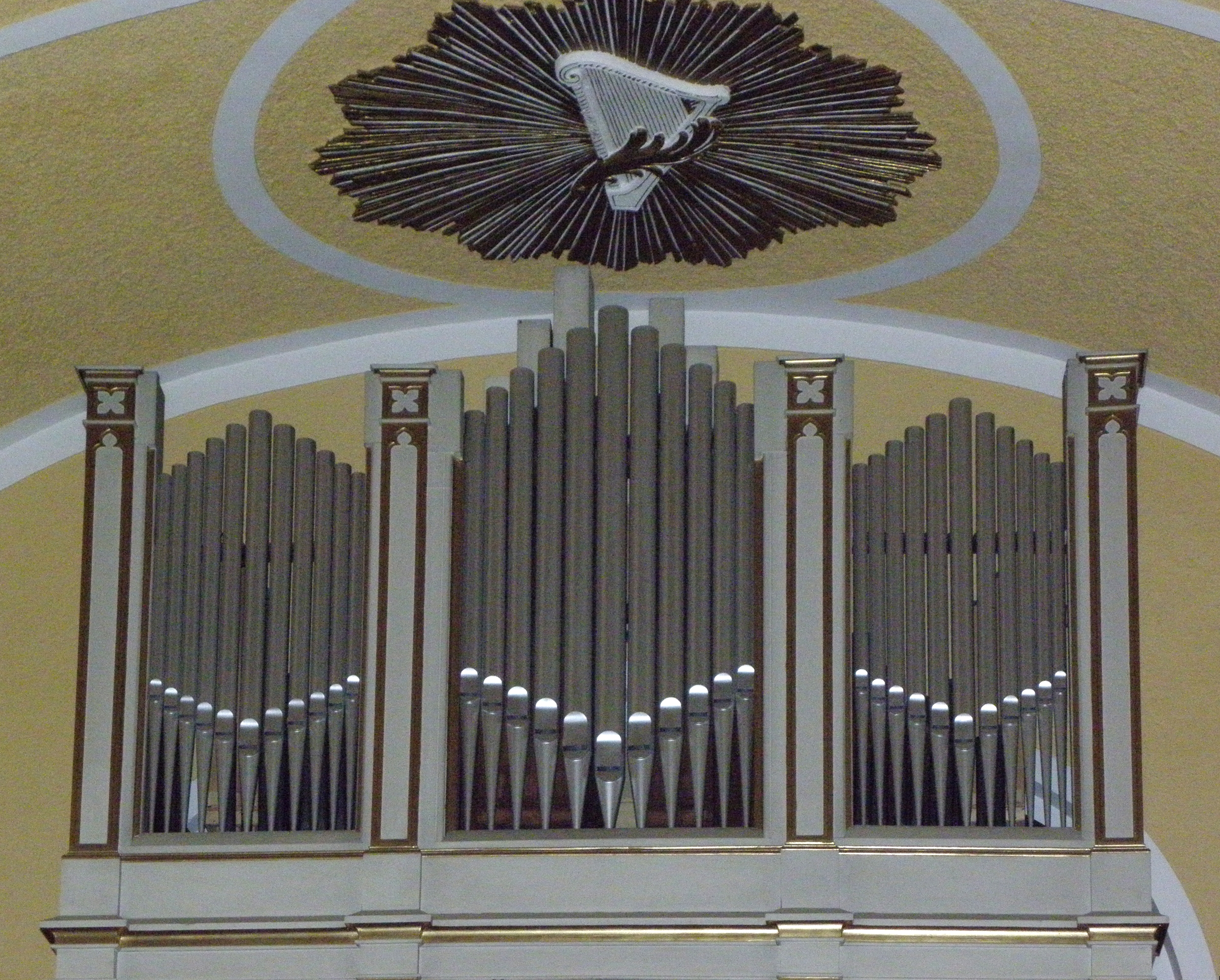
Restaurierte Orgel

Auf der Westempore befindet sich die Orgel, die um 1869 von Albert Lang  zuerst für die neugebaute  St.-Matthias-Kirche in Schöneberg gebaut worden war. Die Schöneberger hatten sie  1925 der Biesenthaler Marienkirche geschenkt. Die Orgel wurde 2009  aus Anlass der 100-Jahr-Feier der Kirchenweihe  von  der Eberswalder Orgelbauwerkstatt von Harry Sander und Andreas Mähnert restauriert. Die dafür erforderliche Summe von 28.000 Euro stellten die Ostdeutsche Sparkassen-Vereinigung, die Sparkasse Biesenthal und die Stadtgemeinde bereit. Dompropst Stefan Dybowski, Leiter des Domkapitels des Erzbistums Berlin, nahm die Orgelweihe im November 2009 vor. Dazu erklangen Melodien von Johann Sebastian Bach, Felix Mendelssohn Bartholdy und Josef Gabriel Rheinberger.

## Nutzung und Gemeindeleben
Das gut sanierte Kirchengebäude dient hauptsächlich dem Gottesdienst der katholischen Kirchengemeinde Biesenthal. 
Das Patronatsfest wird am 25. März, dem Fest der Verkündigung des Herrn, begangen. Gelegentlich finden Kirchenkonzerte statt, zu Heiligabend gibt es ein Krippenspiel.
Anlässlich der hundertjährigen Wiederkehr der Kirchweihe fand im Oktober 2009 ein feierlicher Gottesdienst statt, zu dem Weihbischof Wolfgang Weider eine Predigt hielt. Musikalisch wurde das Jubiläum vom Chor der Jugendkantorei der Berliner St. Hedwigs-Kathedrale begleitet.
Die Mariengemeinde unterhält einen Bläserchor und eine Seniorengruppe. Das Gemeindeleben wird mit einem gemeinsamen, quartalsweise herausgegebenen Pfarrbrief der Herz-Jesu-Kirche Bernau, von St. Konrad (Wandlitz) und der Marienkirche medial unterstützt.